# 엘리사베타 로케티
엘리사베타 로케티(Elisabetta Rocchetti, 1975년 1월 25일 ~ )는 이탈리아의 배우이다.